# Cheonan
Cheonan (kor. 천안) ist eine Stadt im Nordosten der südkoreanischen Provinz Chungcheongnam-do.
Sie liegt rund 85 km südlich der Hauptstadt Seoul, sowie nördlich der Großstadt Daejeon, an die es beide per Straße und Zug angebunden ist. Die normalen Züge der Gyeongbu-Linie halten an der Cheonan-Station, während der KTX an der Cheonan-Asan-Station hält. Trotz der Entfernung zu Seoul wurde die Stadt an dessen U-Bahn-Netz angeschlossen, die Linie 1 nahm im Januar 2005 den Betrieb auf. Daher wird sie manchmal schon zum Ballungsraum Seouls, Sudogwon, gezählt.
Im Norden befinden sich die Städte Pyeongtaek und Anseong der Provinz Gyeonggi-do, im Osten die Landkreise Cheongwon und Jincheon der Provinz Chungcheongbuk-do, im Süden der Landkreis Yeon-gi und die Stadt Gongju, im Südwesten an den Kreis Yesan und im Westen an die Stadt Asan.

## Städtepartnerschaften
- Beaverton, Vereinigte Staaten, seit 1989
- Shijiazhuang, Volksrepublik China, seit 1997

## Persönlichkeiten
- Hwang Hye-seong (1920–2006), Professorin und Autorin
- Lee Sun-bin (* 1994), Schauspielerin und Sängerin
- Jeong Sang-bin (* 2002), Fußballspieler

## Weblinks

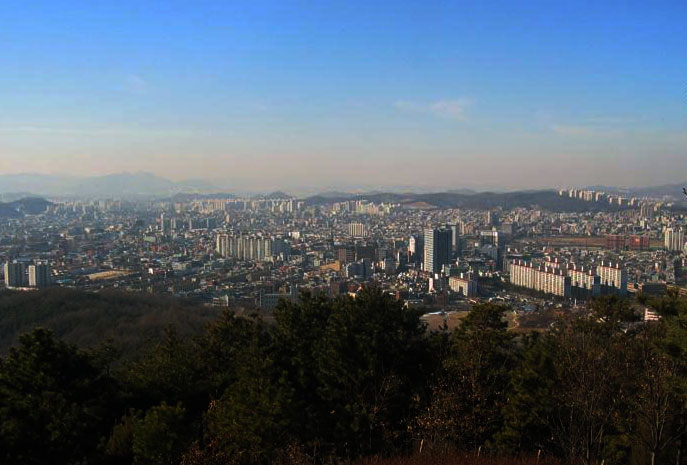
Blick auf Cheonan